# Lloctinent del Regne de Mallorca
El lloctinent del Regne de Mallorca va ser el representant directe del monarca entre la conquesta de 1229 i la reincorporació definitiva del regne a la Corona d'Aragó el 1343. Exercia funcions militars, judicials i polítiques en nom del rei, especialment durant les absències d'aquest, i el seu pes institucional varià al llarg del segle xiii i inicis del xiv segons l'equilibri de poder entre la Corona i les institucions locals.
Al llarg de la baixa edat mitjana, la denominació i les atribucions d'aquest càrrec van evolucionar, passant de lloctinent a governador general durant el regnat de Pere el Cerimoniós i posteriorment a lloctinent general en el segle xv.

## Evolució del càrrec
El càrrec de lloctinent a Mallorca es va instaurar arran de la conquesta de Jaume I, quan el monarca va nomenar Bernat de Santa Eugènia com a primer lloctinent el 1230. Aquest càrrec tenia un caràcter vicari i militar. Poc després, l'alternança d'orígens entre catalans i aragonesos fou un mecanisme per mantenir equilibris polítics. Entre 1231 i 1244, amb el regne convertit temporalment en senyoriu de l'infant Pere de Portugal, la figura del lloctinent només es designava quan el senyor era absent, mentre que a Eivissa, conquerida el 1235, sí que hi havia representació estable.
Amb la recuperació reial directa el 1244, els lloctinents tingueren un paper destacat en la reorganització patrimonial i administrativa. No obstant això, durant bona part del segle xiii el protagonisme institucional recauria més en els batlles que no pas en els lloctinents. A partir de 1256, l'infant Jaume (futur Jaume II de Mallorca) fou destinatari de competències pròpies del govern illenc, cosa que provocà solapaments amb els lloctinents. Sovint aquests càrrecs passaren a mans dels creditors de l'infant, que obtenien així el control de rendes i oficis.
El 1325, arran de la mort del rei Sanç sense hereus directes, els jurats i la Universitat de Mallorca van obtenir el dret de nomenar els lloctinents de Mallorca, Menorca i Eivissa, així com altres càrrecs administratius. Malgrat aquest episodi, la monarquia va recuperar el control sobre les designacions i va reforçar la seva presència en l'administració local. Amb la creació de la Corona de Mallorca el 1276, el lloctinent recuperà atribucions pròpies, diferenciades del batlle. El càrrec solia recaure en cavallers del Rosselló, mentre que les illes menors eren governades per donzells en períodes d'aprenentatge administratiu i de comandament.
La conquesta de Mallorca per Pere el Cerimoniós el 1343 implicà la substitució del títol de lloctinent pel de governador general, dins d'un procés d'homogeneïtzació institucional amb la resta de territoris de la Corona d'Aragó.

## Funcions
El lloctinent era el màxim representant reial al Regne de Mallorca i estava directament subordinat a la monarquia. Exercia funcions polítiques, judicials, militars i administratives, i a partir del segle xiv també tenia autoritat sobre Menorca i Eivissa, amb jurisdicció sobre els seus oficials locals.
Les seves competències principals eren:
- Judicials: control de l'administració de justícia, actuant com a jutge ordinari i d'apel·lació —especialment en causes contra sentències de tribunals senyorials—, sovint amb la participació de prohoms.
- Administratives: supervisió de l'activitat municipal, revisió i aprovació de les ordenances dels jurats, i control del sistema tributari.
- Militars: organització de la defensa, convocatòria de les tropes feudals, persecució d'heretgia i de fugues d'esclaus.

## Llista de lloctinents
| Període                                              | Lloctinent(s) i càrrecs destacats |
| ---------------------------------------------------- | --- |
| Jaume I d'Aragó (1230–1276)                          | - Bernat de Santa Eugènia (1230–1231) - Assalit de Gúdal (1231–1233) - Pere de Portugal, primera vegada (1233–1239) - Pere Périz de Luccia (1239-1242) - Pere de Portugal, segona vegada (1242–1244) - Comte de Carroz (1244-1254) - Berenguer de Tornamira, primera vegada (1254-1255) - Pere de Portugal (1255–1256), tercera vegada - Berenguer de Tornamira, segona vegada (1256-1257) - Guillem de Montcada (1257-1267) - Pere Caldes (1267-1276) |
| Jaume II de Mallorca, primera vegada (1276–1285)     | - Berenguer Arnau d'Illa (1276–1284) - Ponç de Saguàrdia (1284–1286) |
| Alfons III d'Aragó (1285–1291)                       | - Segueix l'anterior - Asbert de Mediona (1286–1288) - Acard de Mur (1288–1291) |
| Jaume II d'Aragó (1291–1298)                         | - Ramon de Cardona, primera vegada (1292), - Ramon Alemany (1293–1296) - Ramon de Cardona, segona vegada (1296-1298) - Ramon de Montcada (1298) |
| Jaume II de Mallorca, segona vegada (1298–1311)      | - Berenguer de Sarrià (1299-1301) - Berenguer de Caldes (1301–1302) - Dalmau Sagarriga (1302–1306) - Pere de Bellcastell (1306–1310) |
| Sanç I de Mallorca (1311–1324)                       | - Berenguer de Sant Joan, primera vegada (1311–1316) - Hug de Tolxo (1316-1318) - Berenguer de Sant Joan, segona vegada (1318) - Guillem de Boadella (1318-1320) - Berenguer de Sant Joan (1318) - Dalmau de Banyuls (1320–1321) - Francesc de Canet (1322-1323) - Bernat de Tornamira (1323–1325) |
| Jaume III de Mallorca (1324–1343)                    | - Segueix l'anterior - Guerau Adarró (1325–1326) - Arnau de Cardellac (1326–1330) - Berenguer de Santacília (1330) - Hug de Parestorles (1331) - Berenguer Desbach (1331-1335) - Pere de Bellcastell (1335–1336) - Roger de Rovenach (1336–1343) |
| Seguits pels governadors generals de Pere IV d'Aragó | |